# 斎藤正昭
斎藤 正昭（さいとう まさあき、1955年 - ）は、国文学者。静岡県生まれ。
1979年三重大学教育学部中学校教員養成課程卒、1987年東北大学大学院文学研究科博士課程満期退学。いわき明星大学助教授、教授。2007年に「源氏物語成立研究 執筆順序と執筆時期」でいわき明星大学博士（文学）（日本文学）。2011年東日本大震災で被災し、休職をへて2013年早期退職。

## 著書
- 『源氏物語展開の方法』笠間書院、1995
- 『源氏物語成立研究 執筆順序と執筆時期』笠間書院、2001
- 『紫式部伝 源氏物語はいつ、いかにして書かれたか』笠間書院、2005
- 『源氏物語の誕生 披露の場と季節』笠間書院、2013
- 『源氏物語のモデルたち』笠間書院、2014
- 『『枕草子』連想の文芸 章段構成を考える』笠間書院、2016

## 参考
- 『源氏物語の誕生』略歴、およびあとがき